# Harry Ackerman
Harry Ackerman (17 novembre 1912 - 3 février 1991) est un producteur de télévision américain qui a marqué la société de production Screen Gems, une division de la Columbia Pictures.

## Biographie
De 1958 à 1974, en tant que vice-président de la production, on lui doit plusieurs sitcoms comiques des années 1960-70 : Papa a raison, Bachelor Father , Denis la petite peste, The Donna Reed Show, Adèle, Ma sorcière bien-aimée, Jinny de mes rêves, La Sœur volante, The Monkees, The Partridge Family.
Ackerman fut récompensé par deux Emmy Awards. Le producteur possède son étoile sur le Walk of Fame